# Batateira (distrito)

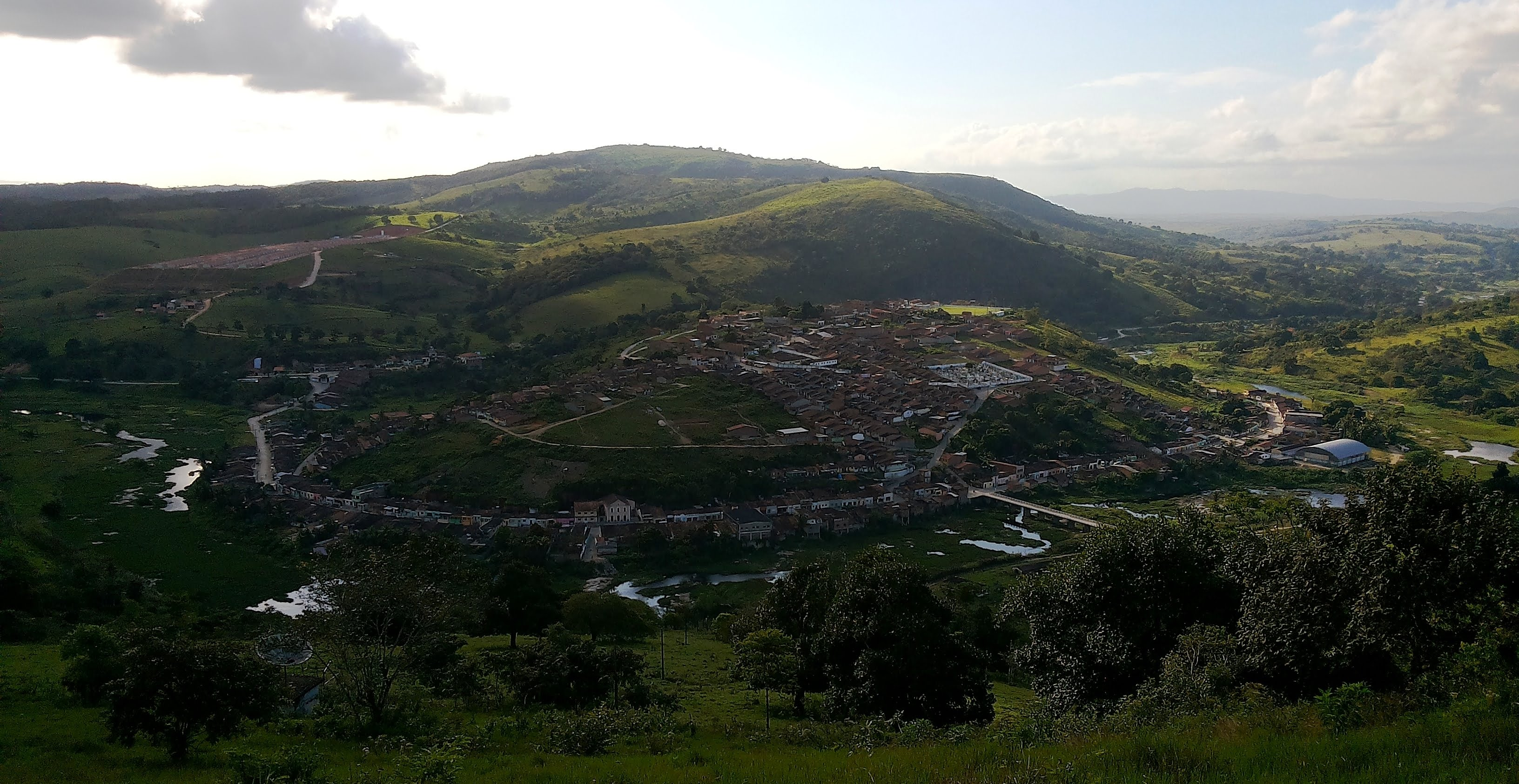
Vista total de Batateira Distrito de Belém de Maria, a partir da Serra do Cruzeiro em 21 de outubro de 2014.

Batateira é um distrito pertencente a cidade de Belém de Maria, no estado brasileiro de Pernambuco.

## Clima
Segundo a lamepe Batateira (distrito) Apresenta um clima tropical. Chove muito mais no verão que no inverno. A classificação do clima é Aw segundo a Köppen e Geiger. 22.5 °C é a temperatura média. Tem uma pluviosidade média anual de 1102 mm. O mês mais seco é Novembro e tem 21 mm de precipitação. Com uma média de 189 mm o mês de Julho é o mês de maior precipitação. Janeiro é o mês mais quente do ano com uma temperatura média de 24.0 °C. Com uma temperatura média de 20.3 °C, Julho é o mês com a mais baixa temperatura ao longo do ano. 168 mm é a diferença de precipitação entre o mês mais seco e o mês mais chuvoso. 3.7 °C é a variação das temperaturas médias durante o ano.
| Dados climatológicos para Batateira (Distrito) | Dados climatológicos para Batateira (Distrito) | Dados climatológicos para Batateira (Distrito) | Dados climatológicos para Batateira (Distrito) | Dados climatológicos para Batateira (Distrito) | Dados climatológicos para Batateira (Distrito) | Dados climatológicos para Batateira (Distrito) | Dados climatológicos para Batateira (Distrito) | Dados climatológicos para Batateira (Distrito) | Dados climatológicos para Batateira (Distrito) | Dados climatológicos para Batateira (Distrito) | Dados climatológicos para Batateira (Distrito) | Dados climatológicos para Batateira (Distrito) | Dados climatológicos para Batateira (Distrito) |
| Mês                                            | Jan                                            | Fev                                            | Mar                                            | Abr                                            | Mai                                            | Jun                                            | Jul                                            | Ago                                            | Set                                            | Out                                            | Nov                                            | Dez                                            | Ano                                            |
| ---------------------------------------------- | ---------------------------------------------- | ---------------------------------------------- | ---------------------------------------------- | ---------------------------------------------- | ---------------------------------------------- | ---------------------------------------------- | ---------------------------------------------- | ---------------------------------------------- | ---------------------------------------------- | ---------------------------------------------- | ---------------------------------------------- | ---------------------------------------------- | ---------------------------------------------- |
| Temperatura máxima média (°C)                  | 28,9                                           | 28,6                                           | 28,5                                           | 27,4                                           | 25,7                                           | 24,3                                           | 23,8                                           | 24,2                                           | 25,6                                           | 27,2                                           | 28,2                                           | 28,6                                           | 22,5                                           |
| Temperatura média (°C)                         | 24,8                                           | 24,6                                           | 24,8                                           | 24,1                                           | 23,0                                           | 21,9                                           | 21,2                                           | 21,4                                           | 22,4                                           | 23,4                                           | 24,2                                           | 24,6                                           | 23,4                                           |
| Temperatura mínima média (°C)                  | 19,1                                           | 19,0                                           | 19,2                                           | 19,0                                           | 18,6                                           | 17,6                                           | 16,9                                           | 16,9                                           | 17,6                                           | 18,0                                           | 18,3                                           | 18,8                                           | 10,3                                           |
| Precipitação (mm)                              | 49                                             | 54                                             | 113                                            | 141                                            | 149                                            | 164                                            | 186                                            | 97                                             | 63                                             | 25                                             | 21                                             | 37                                             | 1 102                                          |
| Fonte: Climate Data.                           |                                                |                                                |                                                |                                                |                                                |                                                |                                                |                                                |                                                |                                                |                                                |                                                |                                                |